# Điền Đô
Điền Đô (chữ Hán: 田都) là một vị vua chư hầu cuối thời nhà Tần, đầu thời Hán Sở trong lịch sử Trung Quốc. Ông tham gia chống sự cai trị của nhà Tần và chiến tranh chư hầu thời Hán Sở.

## Đi cứu Triệu
Điền Đô ban đầu là tướng nước Tề, sử sách không rõ xuất thân của ông. Ông xuất hiện từ trận Cự Lộc khi cùng tham gia cứu nước Triệu với Hạng Vũ.
Năm 208 TCN, khi Điền Vinh đánh đuổi Tề vương Điền Giả và lập con của Tề vương cũ Điền Đam là Điền Phất lên ngôi, Điền Đô đang làm tướng nước Tề. Tướng Tần là Chương Hàm cầm đại quân vây bức nước Triệu. Nước Triệu cầu cứu các chư hầu.
Điền Vinh lấy cớ nước Sở không giết Điền Giả và nước Triệu không giết những người cùng phe với Điền Giả là Điền Nhàn và Điền Giác nên không hưởng ứng việc cứu Triệu. Lúc đó Điền Đô tự mình mang quân bản bộ đi cứu Triệu, tách khỏi lực lượng của Điền Vinh.
Khi kéo đến gần Cự Lộc, Điền Đô và tướng Yên là Tạng Đồ, tướng Triệu là Trần Dư và Trương Ngao chỉ đắp lũy cố thủ bên ngoài, không dám giao chiến với tướng Tần là Vương Ly vì quân Tần quá mạnh mẽ.
Sau đó Hạng Vũ vượt sông, quân Sở một mình đương đầu với quân Tần, đánh tan quân Tần cứu được nước Triệu. Điền Đô cùng các tướng chư hầu vô cùng khâm phục Hạng Vũ và tôn Hạng Vũ làm Chư hầu thượng tướng quân, chịu sự chỉ huy của Hạng Vũ.
Điền Đô cũng nhập vào quân của Hạng Vũ đi diệt nhà Tần, còn Điền Vinh vẫn thế thủ ở Tề không hưởng ứng.

## Tề vương không ngôi
Sau khi diệt Tần, Hạng Vũ tự xưng làm Sở Bá Vương, đứng đầu chư hầu, phân phong cho các chư hầu:
- Điền Đô vì có công cùng Hạng Vũ đánh Tần và theo Hạng Vương vào Quan Trung nên được phong làm Tề vương, đóng đô ở Lâm Tri.
- Tề vương Điền Phất bị dời đi làm Giao Đông vương, đóng đô ở Tức Mặc
- Điền Vinh đã mấy lần không nghe theo Hạng vương lại không chịu đem binh theo Sở đánh Tần cho nên không được phong đất.

Tháng 4 năm 206 TCN, các chư hầu trở về nước. Điền Vinh nghe tin Hạng Vũ đã đổi vua Tề là Phất đi Giao Đông, và lập Điền Đô làm Tề vương, liền nổi giận, không cho Tề vương Phất đi Giao Đông, rồi giữ lấy nước Tề chống Sở và đón đánh Điền Đô.
Điền Đô giao chiến với Điền Vinh không lại, bị thua trận phải bỏ chạy sang nước Sở.
Sử sách không nói rõ về kết cục của Điền Đô. Anh em và con cháu Điền Vinh sau đó thay nhau làm Tề vương, ông không trở lại được nước Tề. Ông chỉ có danh hiệu Tề vương mà Hạng Vũ phong tại Quan Trung, bản thân chưa từng được làm vua tại nước Tề.